# يوريك فان فاجينينجين
يوريك فان فاجينينجين (بالهولندية: Yorick van Wageningen)‏ هو ممثل هولندي، ولد في 16 أبريل 1964 في هولندا.

## أعمال

### أفلام
- (2003) خارج الحدود[5]
- (2005) العالم الجديد[6]
- (2013) 47 رونين
- (2015) بلاك هات

## وصلات خارجية
- يوريك فان فاجينينجين على موقع IMDb (الإنجليزية)
- يوريك فان فاجينينجين على موقع تيرنر كلاسيك موفيز (الإنجليزية)
- يوريك فان فاجينينجين على موقع قاعدة بيانات الفيلم (الإنجليزية)